# Hugo Schmeisser
Hugo Schmeisser, född 24 september 1884 i Jena, död 12 september 1953 i Erfurt, var en tysk vapenkonstruktör, specialiserad på helautomatiska eldhandvapen. Han är känd för att ha skapat världens första automatkarbin Stg44, som kom att leda till utvecklingen av AK47 och M16

## Liv och verk
Hugo Schmeissers liv och verk är knutet till "vapenstaden" Suhl. Företagsledare och ingenjörer som Simson, Sauer och C.G. Haenel har präglat orten i över 150 år. Schmeissers far, Louis Schmeisser (1848–1917), var under lång tid en av Europas mest namnkunniga vapenkonstruktörer. Namnet Schmeisser är nära knutet till den utveckling och produktion som drevs vid Theodor Bergmann Waffenfabrik fram till och med första världskriget. Schmeisser fick sin grundläggande utbildning i vapenteknik hos vapentillverkaren Bergmann och det var också för detta företag som han gjorde sina första konstruktioner, till exempel genom att utveckla en halvautomatisk pistol som tillverkades i kaliber 7,63 mm och 9 mm. Under första världskriget blev Schmeisser kvar i Suhl eftersom produktionen av automatvapen var så viktig att han blev oumbärlig för företaget. 
Vid två tillfällen under 1900-talet kom Schmeissers vapenkonstruktioner att i grunden förändra infanteritaktiken. Dels hans arbete med kulsprutepistolen MP18 under första världskriget, och under andra världskriget arbetet med MP 43/MP 44, senare omdöpt StG 44, den första egentliga automatkarbinen. Flera faktorer spelade in, till exempel krigsförlopp, strategiska och taktiska idéer, det militära ledarskapets genomdrivande och de tillgängliga vapnen och/eller vapensystemen.